# Toltecaria antricola
Genre
Espèce
Synonymes
- Tunagyna antricola Millidge, 1984

Toltecaria antricola, unique représentant du genre Toltecaria, est une espèce d'araignées aranéomorphes de la famille des Linyphiidae.

## Distribution
Cette espèce est endémique du Mexique. Elle se rencontre dans les États d'Hidalgo et d'Oaxaca.

## Description
La femelle holotype mesure 1,30 mm. Le mâle décrit par Miller en 2007 mesure 1,23 mm et la femelle 1,30 mm.

## Étymologie
Toltecaria est la latinisation de "petit toltèque" car l'espèce vit dans la même aire de répartition de la civilisation toltèque.

## Publications originales
- Millidge, 1984 : The erigonine spiders of North America. Part 7. Miscellaneous genera. Journal of Arachnology, vol. 12, p. 121-169 (texte intégral).
- Miller, 2007 : Review of erigonine spider genera in the Neotropics (Araneae: Linyphiidae, Erigoninae). Zoological Journal of the Linnean Society, vol. 149, suppl. 1, p. 1-263[4].